# Beeld van Zeus te Olympia

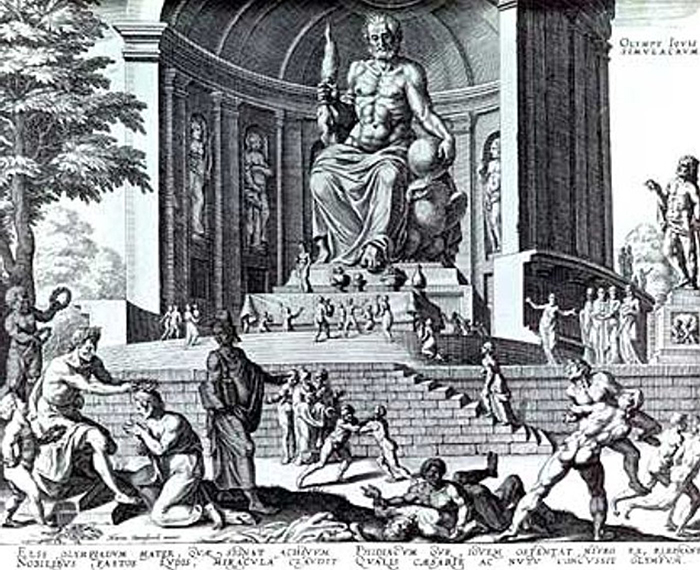
16e-eeuwse afbeelding, ets van Philip Galle naar een tekening van Maarten van Heemskerck

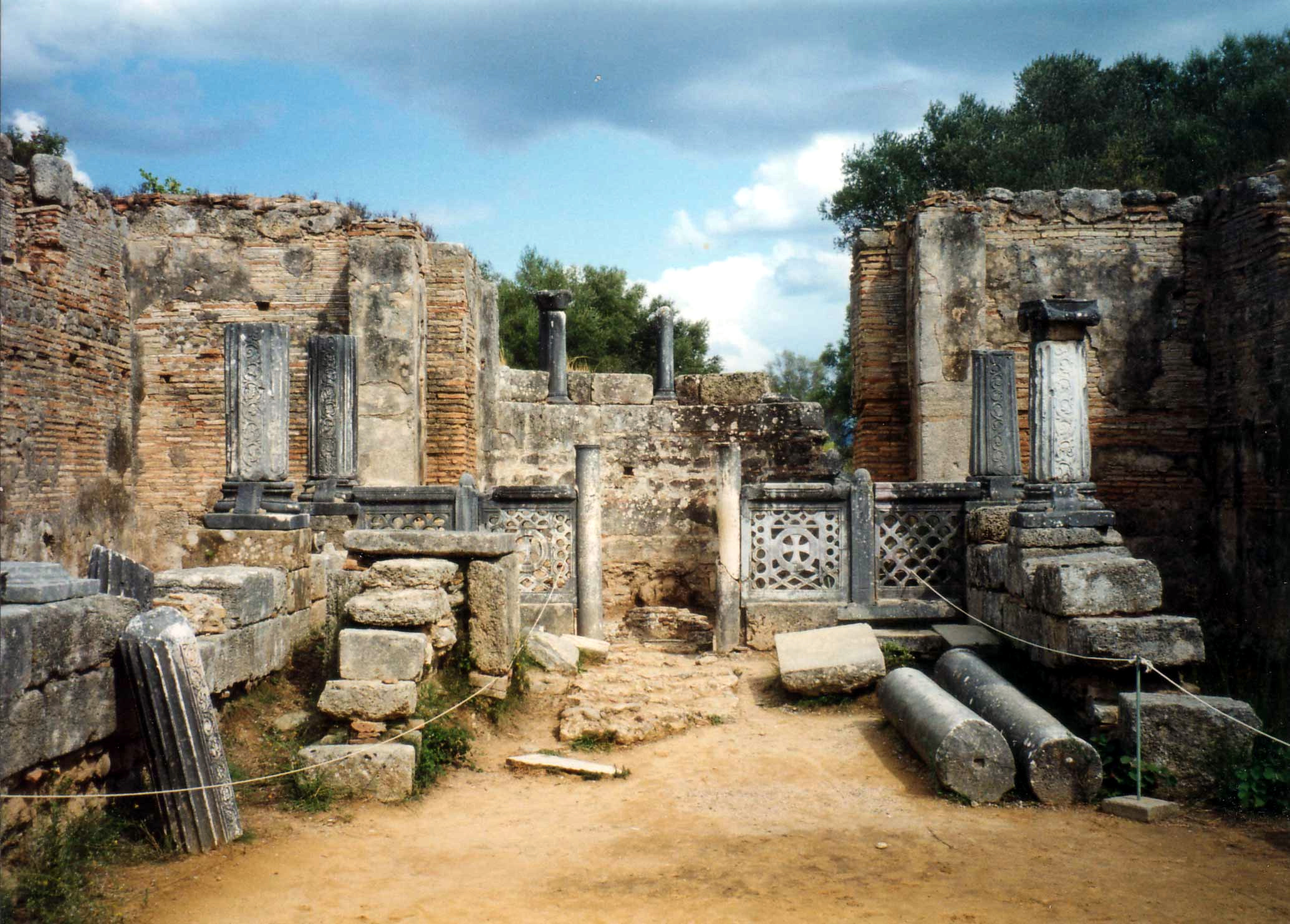
opgravingen van wat mogelijk het atelier was waar Phidias het standbeeld maakte

Het beeld van Zeus in Olympia (Oudgrieks: τὸ Ἄγαλμα τοῦ Ὀλυμπίου Διός, ὁ τοῦ Φειδίου Ζεὺς Ὀλύμπιος; tò Ágalma toû Olympíou Diós, ho toû Pheidíou Zeùs Olýmpios, Latijn: Statua Iovis Olympici, zelden: Phidiae Statua Iovis Olympici) was een standbeeld van de Griekse oppergod Zeus en werd in de oudheid als een van de zeven wereldwonderen gezien. De gebruikte beeldhouwtechniek wordt chryselefantien genoemd. De Romein Pausanias heeft het standbeeld beschreven en er zijn op Romeinse munten afbeeldingen van het beeld bewaard gebleven.
Het beeld bevond zich in de Dorische tempel van Zeus in Olympia, op het Griekse schiereiland Peloponnesos. Het chryselefantienen beeld stelde de Griekse oppergod voor, tronend op de Olympus, en werd omstreeks 435 v.Chr. door de Atheense beeldhouwer Phidias voltooid. Deze maakte eerder al het beeld van Athena Promachos.  Het beeld was 12 tot 13 meter hoog, daarbij het fundament en het voetstuk van samen drie meter meegerekend. Zeus zelf was van ivoor vervaardigd, de troon was in ebben uitgevoerd en het geheel was rijkelijk met gouden versierselen gedecoreerd. Het standbeeld van Zeus hield in zijn rechterhand een kleiner standbeeld van Nikè, de godin van de overwinning.
Het christendom werd in de 4e en 5e eeuw na Chr. in Griekenland de algemene godsdienst, wat het einde betekende van de Zeusverering in Olympia. Het beeld werd in 426 naar de Byzantijnse hoofdstad Constantinopel overgebracht, naar het paleis van Lausos, waar het ongeveer 50 jaar later bij een paleisbrand verloren ging.
Een Romeinse kunstenaar maakte in de 1e eeuw een standbeeld van 3,47 meter hoog dat op het standbeeld van Zeus te Olympia was geïnspireerd. Dat is bewaard gebleven en staat tegenwoordig in de Hermitage in Sint-Petersburg.

## Websites
- dewereldwonderen.nl. Het beeld van Zeus in Olympia.

Piramide van Cheops · Kolossus van Rodos · Hangende tuinen van Babylon · Mausoleum van Halicarnassus · Pharos van Alexandrië · Beeld van Zeus te Olympia · Tempel van Artemis in Efeze